# 姫川橋 (下郷町)
姫川橋（ひめかわはし）は、福島県南会津郡下郷町にある道路橋である。

## 概要
- 全長：44.0 m
- 幅員：6.5(15.0) m
- 形式：PC単純ポステンコンポ橋（合成床版桁橋）
- 竣工：2000年度（平成12年度）

下郷町中心部にて一級水系阿賀野川水系戸石川を渡り、国道121号を通す。橋上は上下対向2車線で供用され、上下線両側に幅員3.5mの歩道が設置されている。北詰は栄富字南原甲に位置し、福島県道131号下郷会津本郷線が突き当たる丁字路である。南詰は豊成字林中に位置する。南側には国道289号が分岐する丁字路が位置し、また、当橋梁名が用いられた会津バス姫川橋バス停が設置されている。

## 沿革
- 1933年（昭和8年） - 先代の橋梁が建設される
  - 全長：40 m
    - 主径間：39.5 m

  - 幅員：5 m
  - 形式：RC上路式オープンアーチ橋[1]
- 1976年（昭和51年）11月 - 上流に下郷町道駅前小学校線の新姫川橋が建設される[2]。
- 2000年度（平成12年度） - 現在の橋が架けられる。

福島県内で初のPCコンポ橋として建設された。総工費は3億4300万円。